# Кейп Йорк
Кейп Йорк (на английски: Cape York Península) е полуостров в североизточната част на Австралия, в северната част на щата Куинсланд. Разположен е между Коралово море на изток и залива Карпентария на Арафурско море на запад. На север широкия 160 km Торесов проток го отделя от остров Нова Гвинея. Дължината му от север на юг е 420 km, ширината в южната му част достига до 420 km, а площта му е 137 000 km². Южната му граница се прекарва приблизително по 16° ю.ш.

## Брегове
Бреговете на полуострова са сравнително слабо разчленени, но все пак има няколко по-характерни заливи. По западното крайбрежие те са Арчър, Албатрос, Порт Мъсгрейв, а по източното – Нюкасъл, Шелбърн, Темпъл, Лойд, Принцеса Шарлота. Покрай източния му бряг се простира северната част на Големия бариерен риф. В северната част на полуострова се намира нос Йорк (10°41′14″ ю. ш. 142°31′53″ и. д. / 10.687222° ю. ш. 142.531389° и. д.), най-северната точка на континента Австралия.

### Релеф
Източната му част е нископланинска, като тук се издигат крайните северни разклонения на Голямата вододелна планина – хребетите Мак Илрейт (823 m), Кост Рейндж (връх Фаниган 1148 m) и др. Западните му части на ниски, равнинни, по крайбрежието – заблатени.

### Климат
Климатът на Кейп Йорк е тропичен, мусонен. От ноември до април е влажния сезон, а сухият продължава от май до октомври. Източното му крайбрежие е едно от най-влажните места на Австралия, като годишната сума на валежите тук достига до 2000 mm.
| Cape York                          | Cape York | Cape York | Cape York | Cape York | Cape York | Cape York | Cape York | Cape York | Cape York | Cape York | Cape York | Cape York | Cape York |
| Месеци                             | яну.      | фев.      | март      | апр.      | май       | юни       | юли       | авг.      | сеп.      | окт.      | ное.      | дек.      | Годишно   |
| Средни максимални температури (°C) | 29,8      | 29,6      | 29,6      | 29,5      | 28,8      | 28,1      | 27,6      | 27,8      | 28,5      | 29,9      | 30,9      | 30,8      | 29,2      |
| Средни минимални температури (°C)  | 24,0      | 23,9      | 23,8      | 23,7      | 23,0      | 22,3      | 21,5      | 21,6      | 22,2      | 22,9      | 23,8      | 24,2      | 23,1      |
| Средни месечни валежи (mm)         | 370,6     | 352,1     | 370,9     | 205,5     | 49,1      | 21,1      | 19,7      | 9,5       | 9,5       | 34,9      | 156,7     | 194,6     | 1794,7    |
| ---------------------------------- | --------- | --------- | --------- | --------- | --------- | --------- | --------- | --------- | --------- | --------- | --------- | --------- | --------- |
| Източник:                          |           |           |           |           |           |           |           |           |           |           |           |           |           |

### Води
Поради това, че планините са разположени в неговата източна част, на запад към залива Карпентария текат много повече и много по-дълги реки, които обаче са пълноводни само през влажния сезон а през сухия повечето от тях пресъхват или се разделят на отделни езерни участъци. По-големите реки тук са: Мичъл (най-голяма и постоянно течаща), Колмен, Холройд, Арчър, Уенлок, Дюси. На изток, към Коралово море текат къси, но бурни и пълноводни почти през цялата година реки. Тук най-голямата е Норманби.

### Растителност, полезни изкопаеми, население
Западните много по-сухи райони са заети от савани и редки евкалиптови гори, а източните влажни региони са покрити с гъсти и влажни вечнозелени тропически гори. На западното му крайбрежие, в района на град Уейп (най-големия на полуострова) се разработват големи залежи на боксити. Има още находища на злато и олово. Полуостров Кейп Йорк е рядко населен. Въпреки че по територия е по-голям от България, на него живеят едва около 18 000 души, и то предимно аборигени. Той е сред последните големи ненаселени и неусвоени от човека райони на Земята. Обсъжда се въпросът влажните му тропически гори и савани да се обявят за природен обект под защитата на ЮНЕСКО.

## Историческа справка
Крайното северозападно крайбрежие на Кейп Йорк е открито през февруари 1606 г. от холандския мореплавател Вилем Янсзон. Цялото му зточно крайбрежие е открито от британският мореплавател Джеймс Кук през 1770 г., който наименува новооткритата земя в чест на дука на Йорк (титла на 2-рия син на британския монарх) принц Едуард, починал 3 години по-рано. През 1803 г. английският мореплавател и хидрограф Матю Флиндърс открива, описва и картографира останалата част от западното му крайбрежие. През 1864 – 1865 г. австралийският полицейски служител Джон Джардин, заедно със синовете си изследва цялата му западна равнинна част и открива реките Мичъл, Колмен, Холройд, Арчър и др.